# Segredos
Segredos é uma canção do gênero power ballad do roqueiro brasileiro Roberto Frejat. A canção foi lançada como single de trabalho do primeiro álbum solo do artista, Amor pra Recomeçar, de 2001.
Essa é uma das poucas músicas da carreira de Frejat que ele compõs sozinho. Perguntado sobre isso, ele respondeu: "Tenho algumas exceções, três ou quatro músicas que sejam só minhas. Segredos é uma delas. Segredos veio de uma outra música, pensei "essa história me agrada". Fiz a música em cima de outra ideia".
De acordo com o site somdoradio.com, Segredos foi a 122ª mais tocada nas rádios do Brasil no ano de 2002.

## Videoclipe
O premiado videoclipe da música - uma animação em 3D - foi produzido pela empresa carioca "Consequência Filmes", dirigido pelo trio Maurício Vidal, Renan de Moraes e Léo Santos, e com roteiro de Péricles Barros.
Feito com técnicas de animação, o videoclipe participou também do festival Anima Mundi de 2002, em São Paulo e no Rio de Janeiro.

## Prêmios e Indicações
| Ano  | Prêmio                                    | Categoria                     | Resultado | Ref.   |
| ---- | ----------------------------------------- | ----------------------------- | --------- | ------ |
| 2002 | 8º MTV Video Music Brasil                 | Videoclipe do Ano             | Indicado  | [ 7 ]  |
| 2002 | 8º MTV Video Music Brasil                 | Videoclipe de Pop             | Venceu    | [ 8 ]  |
| 2002 | 8º MTV Video Music Brasil                 | Direção de Arte em Videoclipe | Indicado  | [ 7 ]  |
| 2003 | 10º Prêmio Multishow de Música Brasileira | Melhor Clipe                  | Venceu    | [ 9 ]  |
| 2003 | 4º Grammy Latino                          | Melhor Videoclipe             | Indicado  | [ 10 ] |